# Mandy Jones
Mandy Jones (Wolverhampton, ...) è una politica gallese.

## Formazione e lavoro
Jones ha lavorato come imprenditrice agricola e pastore nel nord-est del Galles. Ha studiato agricoltura e cura dei piccoli animali presso il Llysfasi College. La sua famiglia è cresciuta nell'area di Corwen.

## Carriera politica
Jones ha rappresentato l'UKIP nella circoscrizione elettorale di Clwyd South nelle elezioni generali del 2015. Ha anche rappresentato l'UKIP per South Clwyd alle elezioni dell'Assemblea nazionale del 2016, arrivando quarto dietro i Laburisti, i Conservatori e il Plaid Cymru. Come terzo candidato dell'UKIP nell'elenco regionale del Galles del Nord, non riuscì a ottenere un seggio all'Assemblea nazionale per il Galles.
A seguito delle dimissioni dell'ex membro dell'Assemblea dell'UKIP, Nathan Gill, nel dicembre 2017, Jones è stata confermata il 27 dicembre come nuova deputato (poiché era la futura candidata dell'UKIP nell'elenco regionale). Ha assunto le sue funzioni dopo una cerimonia di giuramento, tenutasi il 29 dicembre negli edifici dell'Assemblea a Colwyn Bay.